# Makay István (jegyző)
Geleji és makói Makay István (Szolnok, 1865. július 23. – Budapest, 1907. február 24.) községi jegyző, lapszerkesztő.

## Élete
Makay Imre birtokos és ügyvéd, 1848-49-as honvédszázados és Hegedűs Mária fia. Középiskoláit a budapesti református főgimnáziumban végezte; majd a jogi pályára lépett; de megnősülvén, (atyja vagyona a háromszori képviselőjelöltség után tönkrement), kénytelen volt biztos kereset után nézni. 1890. szeptember 15-én községi jegyzőnek választatott meg Szolnokon, 1900. július 25-től pedig Ráckevén volt jegyző. Önmérgezéssel vetett véget életének.
Tárcacikkei a fővárosi lapokban jelentek meg.

## Munkái
- Kürthy grófok. Regény. Mező-Túr, 1892.
- Gyakorlati útmutató a községi jegyzőknek megengedett magánmunkálatok teljesítéséhez. Bpest, 1900.

Szerkesztette a Ráczkevei Hirlapot 1900. december 30-tól.